# Huida a Pella
La huida a Pella es mencionada por los padres de la iglesia del siglo IV, Eusebio de Cesarea y Epifanio de Salamina, quienes citan una tradición según la cual, antes de la destrucción de Jerusalén en el año 70 d. C., los cristianos de Jerusalén habían sido advertidos milagrosamente de huir a Pella en la región de la Decápolis, al otro lado del río Jordán. La huida a Pella probablemente no incluyó a los ebionitas.
La autenticidad de esta tradición ha sido una cuestión muy debatida desde 1951, cuando S. G. F. Brandon en su obra The Fall of Jerusalem and the Christian Church aportó varios argumentos opuestos, mencionando que los cristianos judíos se habrían aliado a sus compatriotas, los zelotes. Según este autor, Jesucristo fue un actor político nacionalista-revolucionario influido por los Zelotes, y el actual cristianismo surgió como una religión universalista por mano de Pablo de Tarso después de la destrucción de la comunidad cristiana judía.
La supuesta alianza cristiano-zelote apenas se ha tomado en serio, pero la historicidad de la huida a Pella ha sido controvertida desde entonces.